# Archaeoscina stebbingi
Archaeoscina stebbingi is een vlokreeftensoort uit de familie van de Archaeoscinidae. De wetenschappelijke naam van de soort is voor het eerst geldig gepubliceerd in 1909 door Woltereck.